# Elisabeth Goes
Elisabeth Goes (geborene Schneider; * 16. November 1911 in Bietigheim; † 23. August 2007 in Hermannsburg) war eine deutsche Pfarrersfrau, Mitglied der Württembergischen Pfarrhauskette und Gerechte unter den Völkern.

## Leben
Elisabeth Schneider verbrachte ihre Kindheit in Bietigheim und Dörzbach. In Dörzbach gab es eine Synagoge, so kam sie früh mit Juden in Kontakt. Sie wurde Kindergärtnerin und heiratete 1933 Albrecht Goes, der im selben Jahr Pfarrer in Unterbalzheim wurde. 1934 wurde die erste Tochter geboren, 1936 die zweite. Das Paar zog 1938 nach Gebersheim. 1939 bekam sie ihre dritte Tochter.
Ihr Mann wurde 1940 als Militärpfarrer einberufen. Elisabeth Goes betreute bis Ende des Zweiten Weltkriegs neben ihrer Hausarbeit unter anderem das Pfarramt und den Mädchenkreis.
Der Pfarrer von Flacht, Otto Mörike, bat sie um Hilfe für eine angeblich erkrankte Gemeindeschwester aus Berlin und fragte sie, ob sie bereit sei, die Frau ins Pfarrhaus aufzunehmen. Sie hörte zunächst nichts weiter, bis er anfragte, ob sie auch Juden aufnehmen würde.
Am 22. August 1944 nahm sie das jüdische Ehepaar Max und Ines Krakauer im Pfarrhaus auf. Es hatte seit November 1943 bei Otto Mörike, seiner Frau Gertrud und den fünf Kindern des Paars gelebt. Max Krakauer hatte in Leipzig einen Filmverleih betrieben, zu dessen Aufgabe er 1933 gezwungen worden war. Krakauer und seine Frau versuchten vergeblich zu emigrieren, ab 1939 lebten sie in Berlin. Nur der Tochter Inge gelang es 1939, nach Großbritannien zu entkommen. Max und Ines Krakauer lebten bis zum 20. September 1944 als angebliche Bombenflüchtlinge aus Berlin bei Elisabeth Goes und ihren Kindern. Lediglich ein Bauer, der sie mit Lebensmitteln versorgte, wusste, dass sie Juden waren. Max Krakauer notierte später in seinen Erinnerungen den Mut der auf sich allein gestellten Pfarrfrau. Elisabeth Goes bot später noch zwei jüdischen Frauen Zuflucht.
Elisabeth und Albrecht Goes zogen 1954 nach Stuttgart-Rohr.
1991 wurde Elisabeth Goes als Gerechte unter den Völkern ausgezeichnet.
Im Hospitalhof Stuttgart ist ein Saal nach dem Ehepaar Goes benannt, Elisabeth-und-Albrecht-Goes-Saal.